# Rue Saint-Vincent (Paris)
Pour les articles homonymes, voir Rue Saint-Vincent.
La rue Saint-Vincent est une rue du 18e arrondissement de Paris, comprise en partie dans le quartier de Montmartre.

## Origine du nom
La rue tire son nom du prénom d'un ancien  propriétaire local, Vincent Compoint.

## Historique
Il s'agit d'une voie déjà mentionnée sur le plan de Paris d'Albert Jouvin de Rochefort (1672). En 1825 (plan cadastral), elle est appelée « chemin des Ruelles Saint-Vincent ». Chemin de l'ancienne commune de Montmartre, elle est classée comme voie publique de Paris par le décret du 23 mai 1863.

Vues historiques de la rue Saint-Vincent
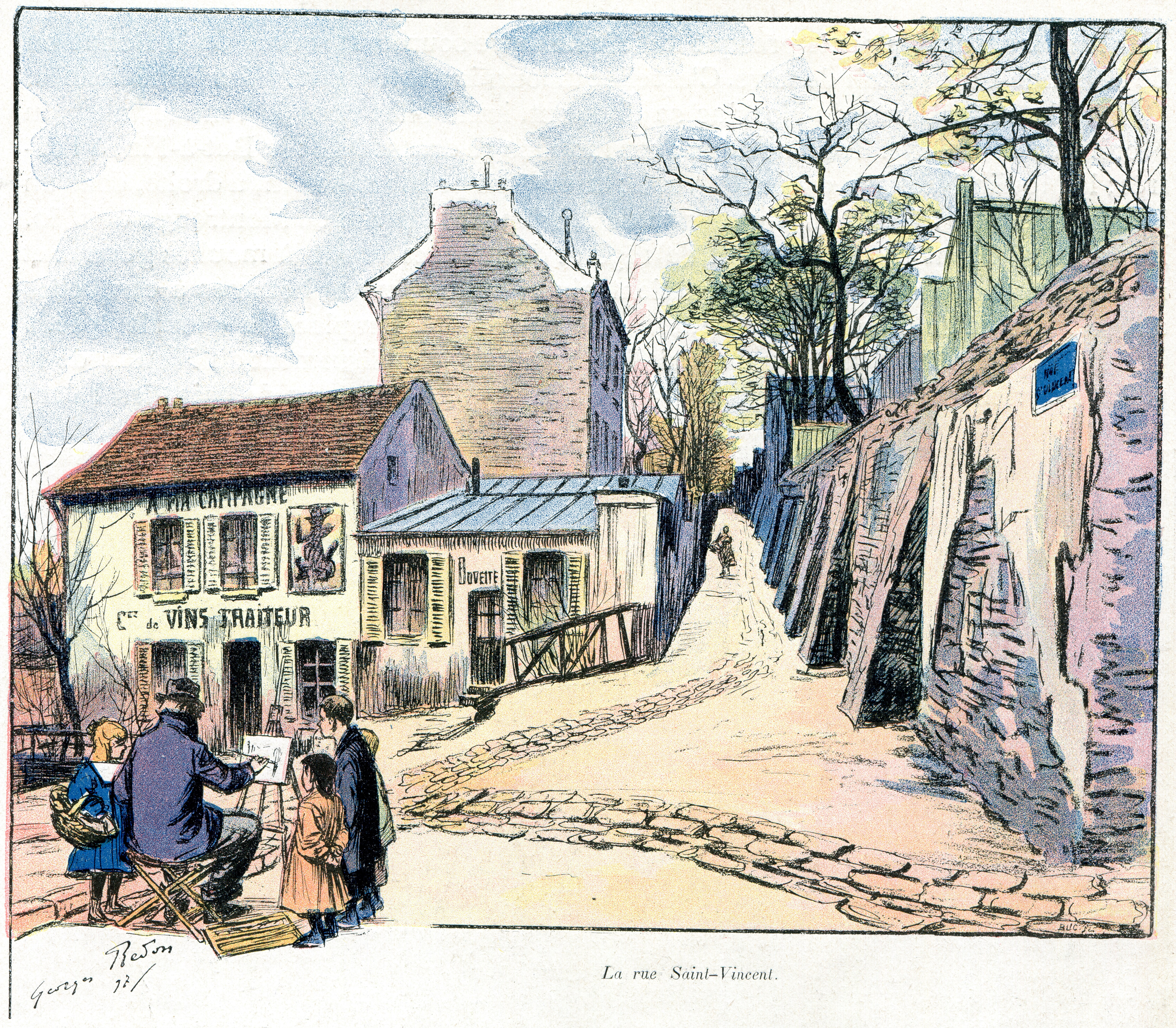
Georges Redon, La Rue Saint-Vincent (1897).
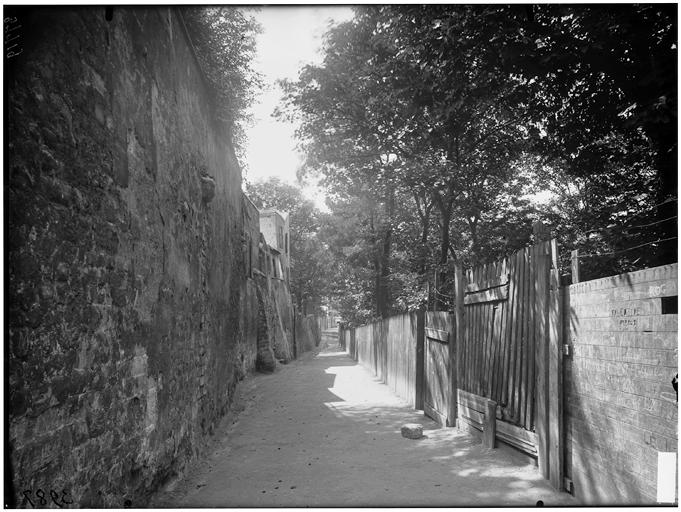
La rue Saint-Vincent vers 1900.
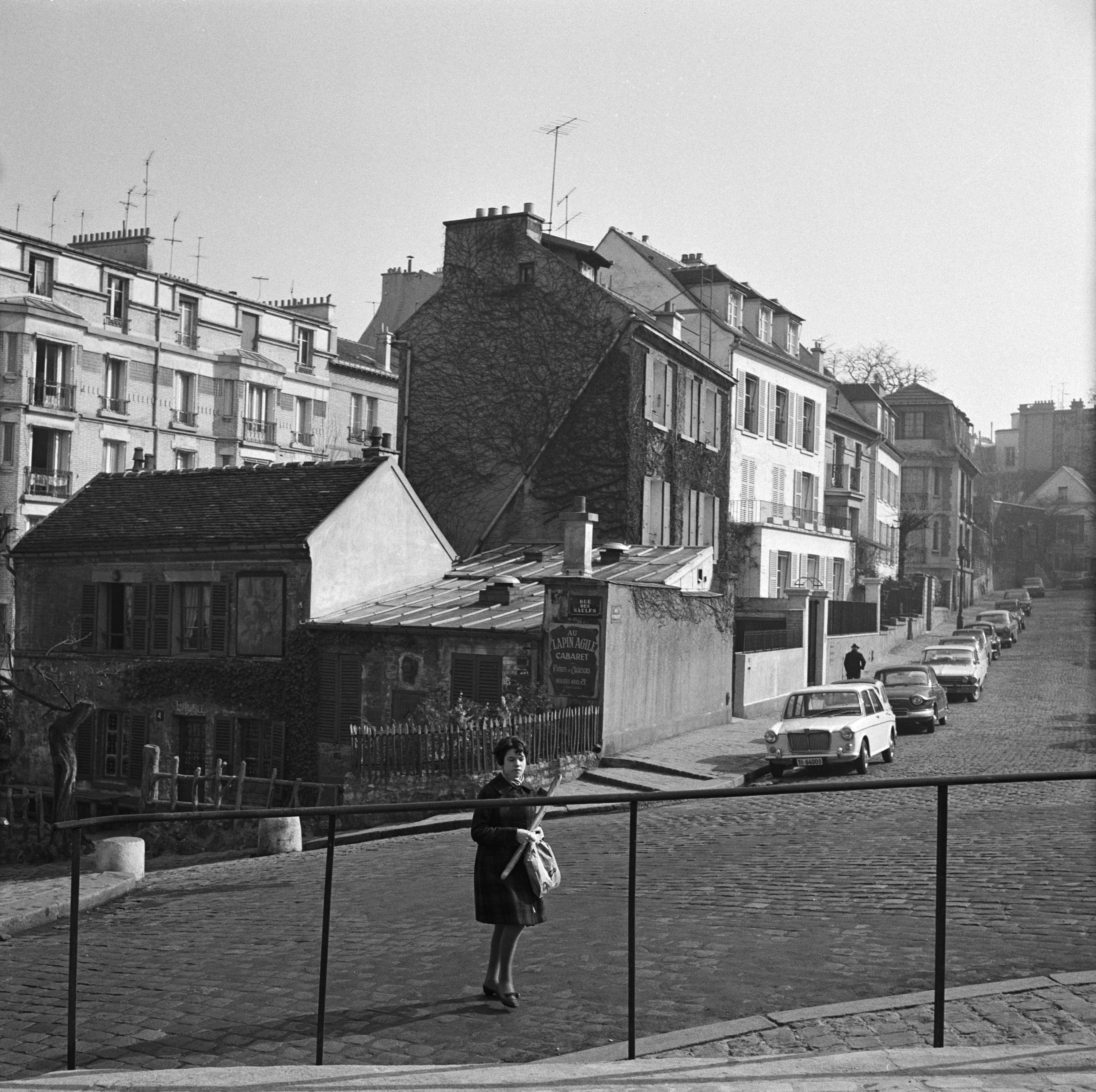
La rue Saint-Vincent au niveau du Lapin Agile vers 1965.

Postérieurement aux années 1870, la rue est décaissée sur trois mètres, ce qui supprime l'accès alors existant par une arche au cimetière Saint-Vincent. La rue est l'un des lieux représentés dans la bande dessinée en deux volets Le Sang des cerises.
En 1904, la rue Saint-Vincent était éclairée par une unique lanterne à pétrole.

## Bâtiments remarquables et lieux de mémoire
- Les vignes de Montmartre
- Le peintre et graveur Charles Genty (1876-1956) avait son atelier rue Saint-Vincent où il installa également un théâtre de marionnettes.
- Les peintres expressionnistes Bernard Damiano (1926-2000), Jean Dannet (1912-1997) et Roland Dubuc (1924-1998), le peintre et graveur Henri Landier (né en 1935) résidèrent rue Saint-Vincent[4].
- No  14 : le jardin sauvage Saint-Vincent[5].
- Hector Berlioz et sa première épouse la comédienne anglaise Harriet Smithson vécurent rue Saint Vincent. H. Smithson  fut enterrée au cimetière Saint Vincent, puis transférée au cimetière de Montmartre au moment des transformations du cimetière Saint Vincent.

Vues de la rue Saint-Vincent
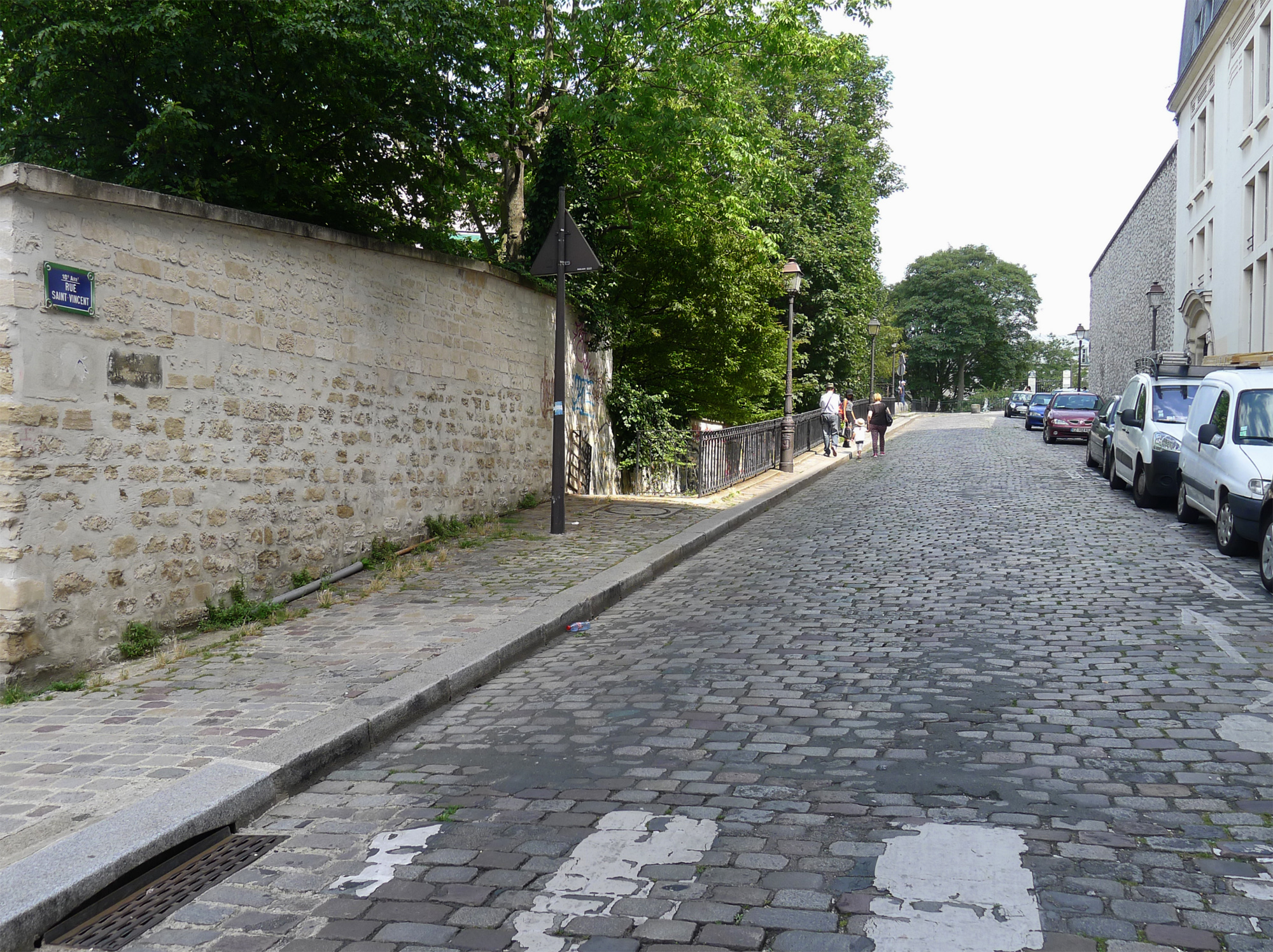
Partie haute de la rue.
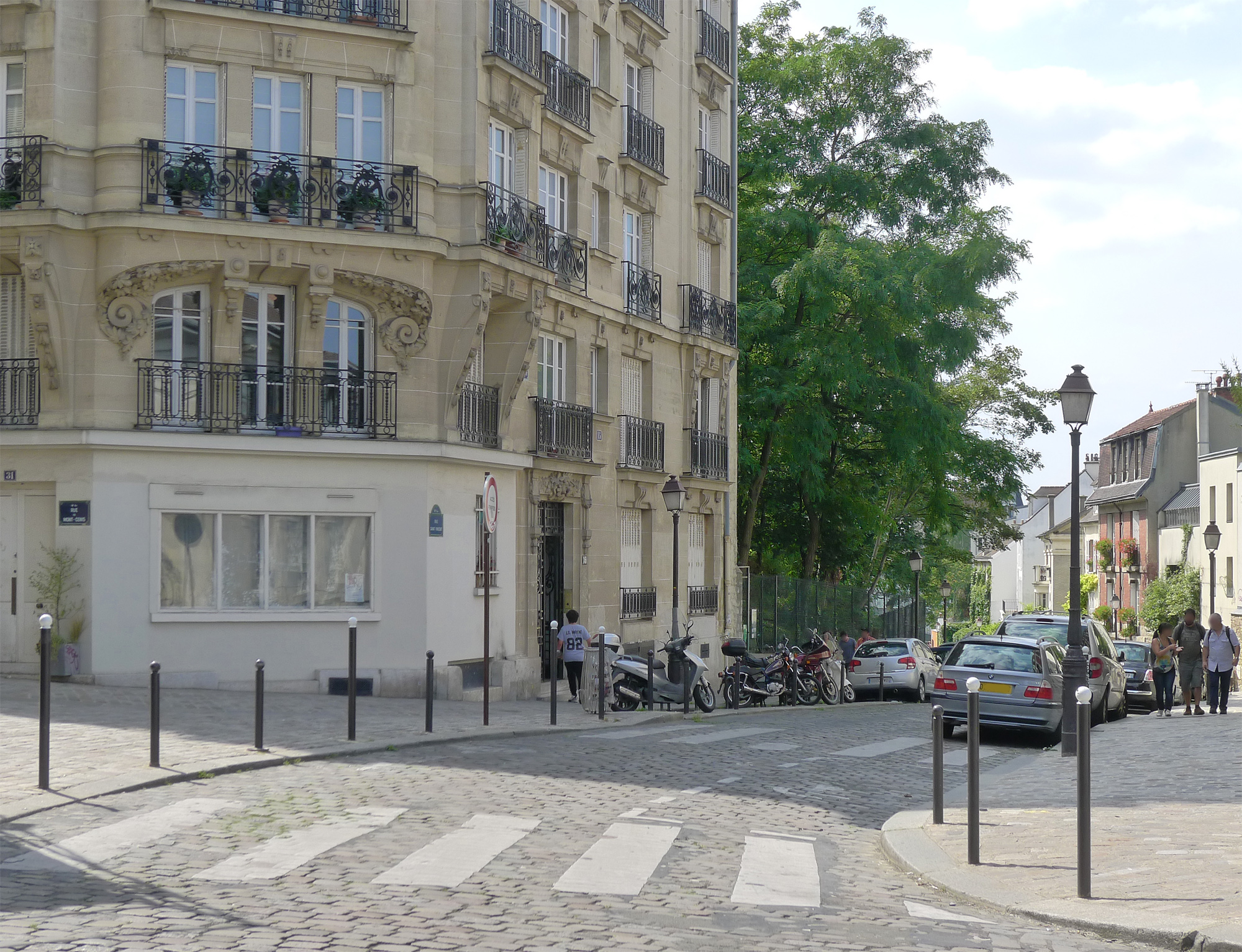
Partie au niveau de la rue du Mont-Cenis.
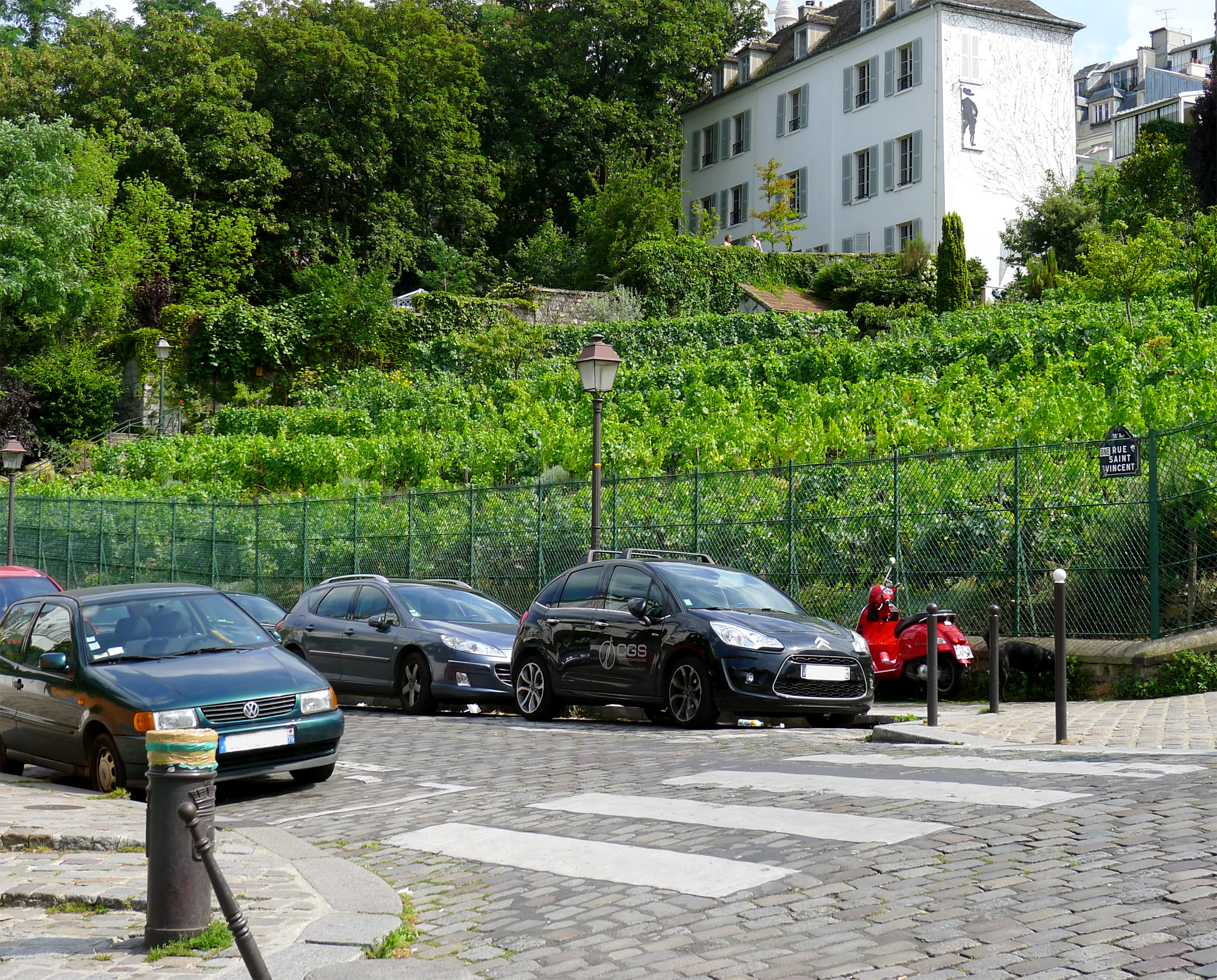
La rue à proximité de la vigne de Montmartre.
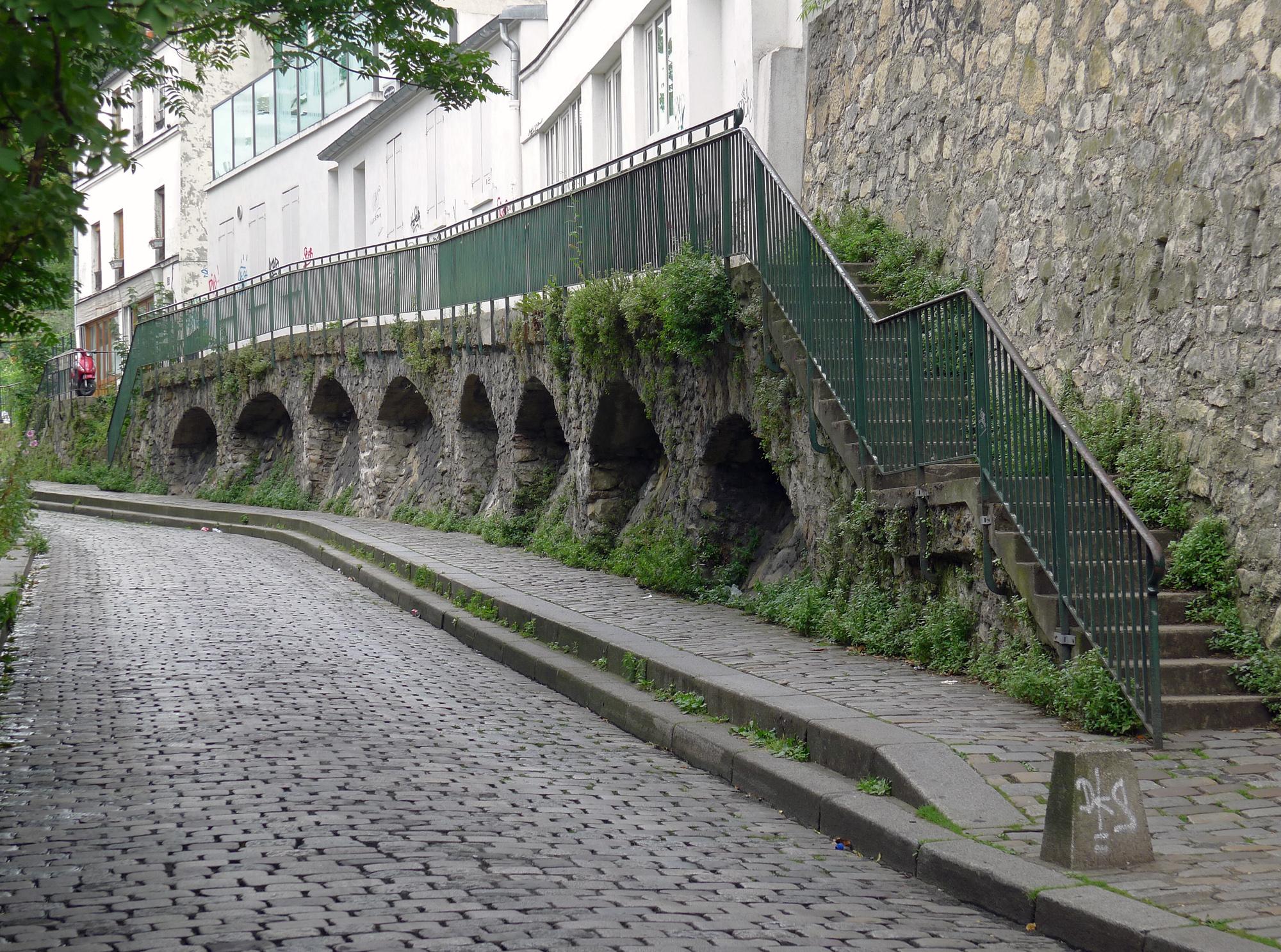
Le bas de la rue.
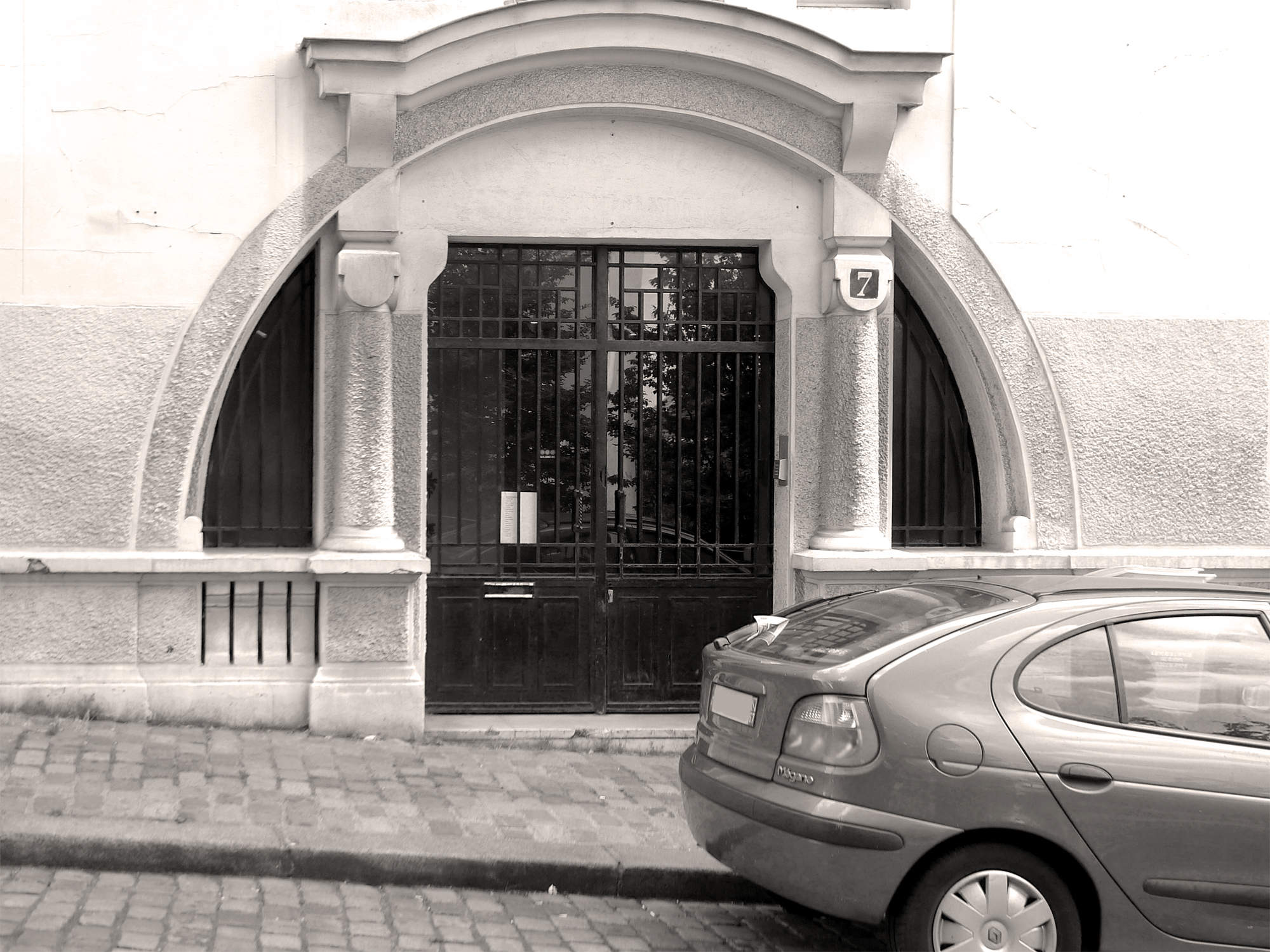
Le portail du no 7.

## La rue dans les arts

### Chanson
- Aristide Bruant publia en 1909 la chanson Rue Saint-Vincent (ou Rose blanche), histoire tragique d'une jeune ouvrière orpheline poignardée par un voyou parce qu'elle refuse la prostitution forcée ; cette œuvre connut de nombreuses interprétations[6] :

Elle avait sous sa toque de martre,

Sur la butte Montmartre,

Un p'tit air innocent.

On l'appelait Rose, elle était belle,

A' sentait bon la fleur nouvelle,

Rue Saint-Vincent […]
- Cette rue est également évoquée dans La Complainte de la Butte, chanson écrite par Jean Renoir pour son film French Cancan sorti en 1955 (musique de Georges Van Parys), que chanta Mouloudji :

En haut de la rue Saint-Vincent

Un poète et une inconnue

S'aimèrent l'espace d'un instant

Mais il ne l'a jamais revue […]

### Littérature
Rue Saint-Vincent est une chronique poétique de Pierre Mac Orlan, parue en 1955. L’auteur relate ses années de misère, à Montmartre.

### Iconographie
- Montmartre, rue Saint-Vincent, huile sur toile de Stanislas Lépine, musée d'Orsay, Paris[7]
- La rue Saint-Vincent, médaille créée par Roland Irolla pour la Monnaie de Paris, musée Carnavalet, Paris[8].

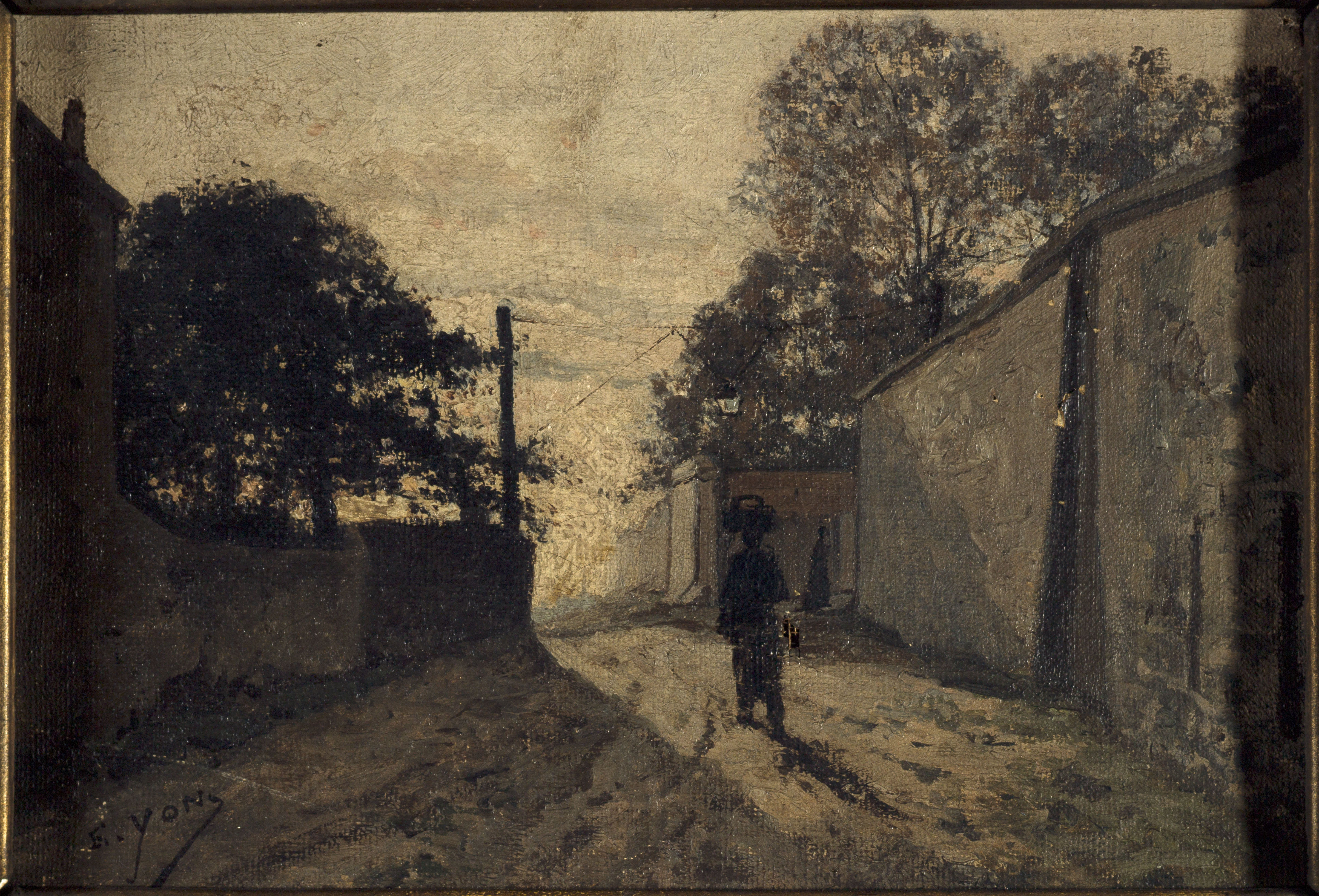
La Rue Saint-Vincent à Montmartre, Edmond Yon, vers 1865.
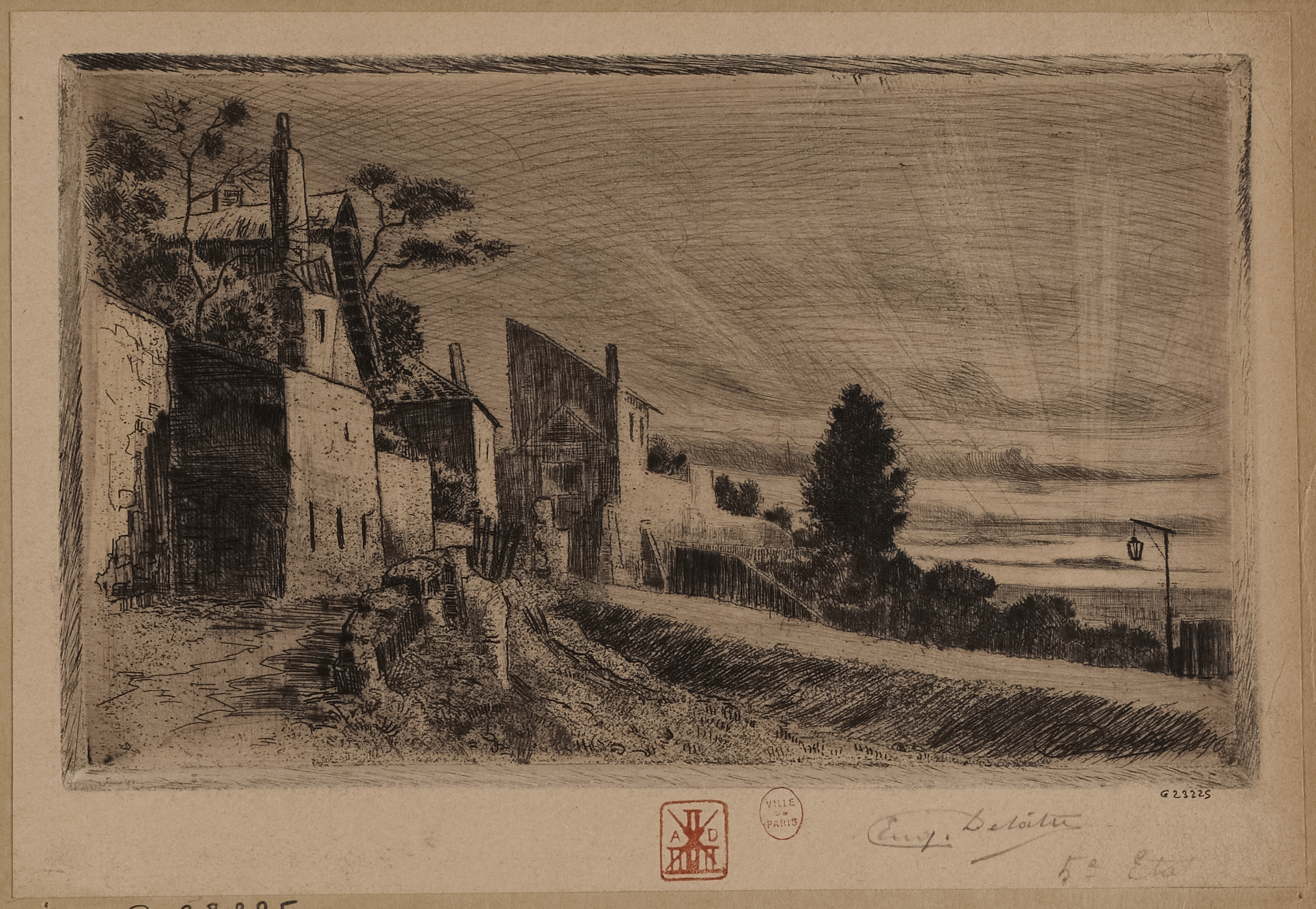
Eugène Delâtre, rue Saint-Vincent, eau-forte, après 1881, Paris, Musée Carnavalet, G 23225.
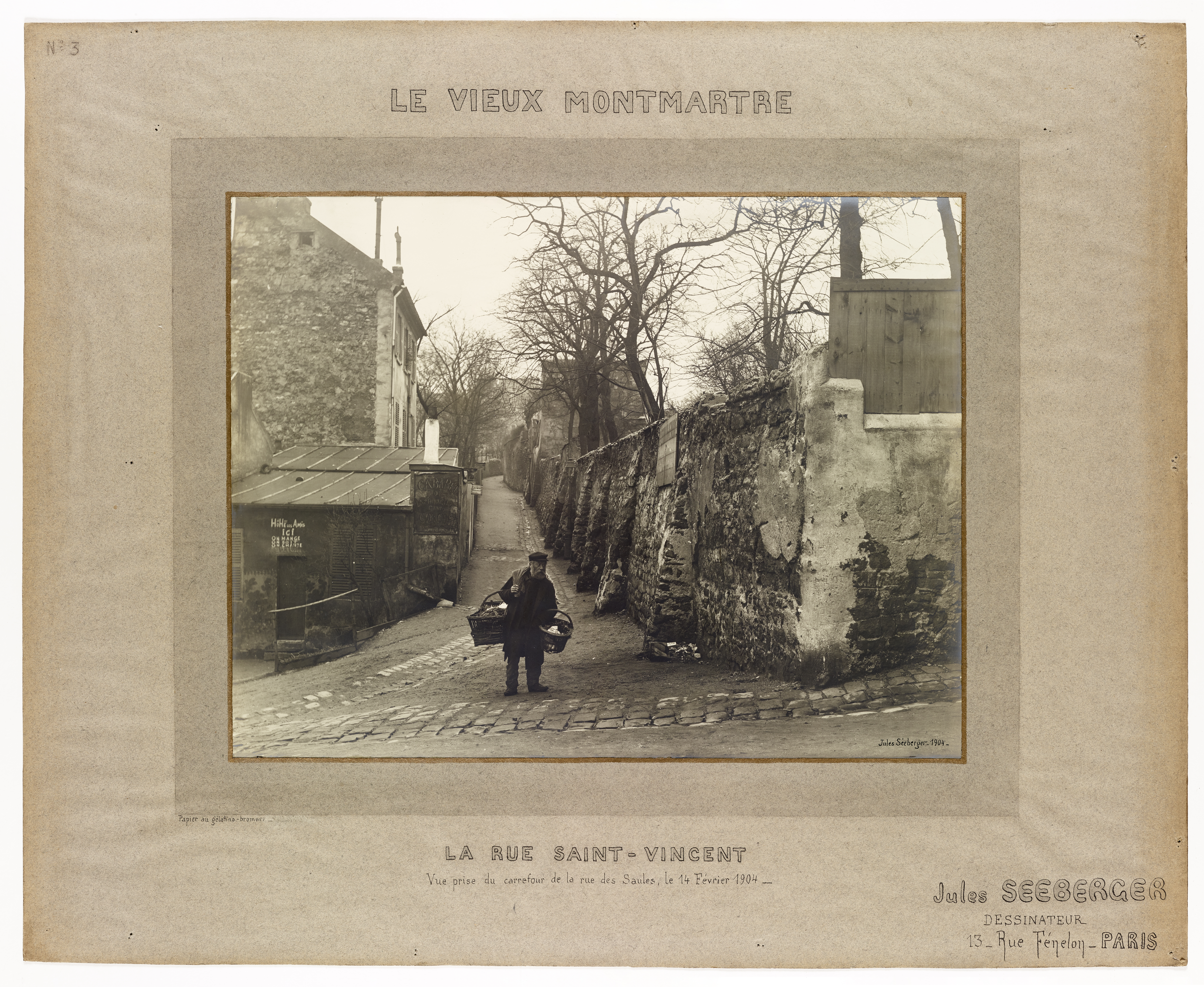
La rue Saint-Vincent, Jules Séeberger, 1904.
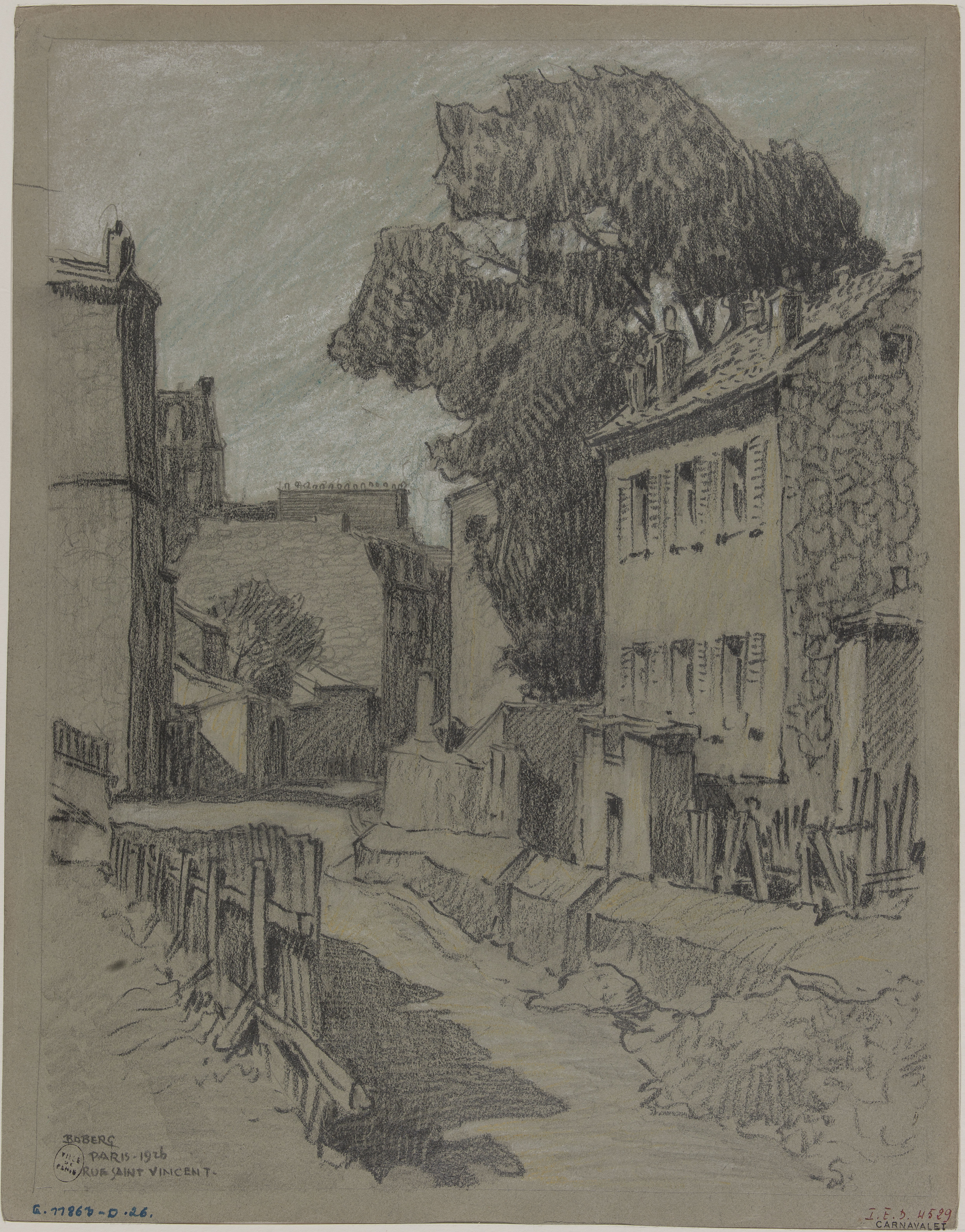
Rue Saint-Vincent, Gustave Ferdinand Boberg, 1926.